# Мюсхер, Михил ван
Михил ван Мюсхер (нидерл. Michiel van Musscher; 1643, Роттердам — 20 июня 1705, Амстердам) — голландский живописец, рисовальщик и гравёр в технике офорта «Золотого века искусства Голландии». Портретист.

## Жизнь и творчество
Один из нидерландских старых мастеров. Член семьи потомственных художников, он был внуком живописца Якоба ван Мюсхера Первого; сыном меннонита Яна Якобса ван Мюсхера (?—1670) и Каталины Михильс Команс (? —1649). Его дед по материнской линии — краснодеревщик Михил Команс Первый (1587- ок. 1664). Его брат Мартен ван Мюсхер также был живописцем и гравёром.
По сведениям Хоубракен, Арнольд Хоубракена («Великий театр нидерландских художников и художниц», 1718—1721), он проявил талант к рисованию в юном возрасте и имел много учителей. Его первым учителем в 1660 году в течение двух месяцев был Мартинус Сегмолен, а в 1661 году он брал уроки у Абрахама ван ден Темпеля. В 1665 году он взял семь уроков у Габриеля Метсю, а в 1667 году провел три месяца в Харлеме, работая в мастерской у Адриана ван Остаде. Таким образом его образование продолжалось всего несколько лет, и Хоубракен был удивлён тем, что он стал таким квалифицированным в столь малое время профессионального обучения, и пришёл к выводу, что «у него, должно быть, был большой природный талант».
Начав свою творческую деятельность в Роттердаме, с 1678 года Михил ван Мюсхер жил и работал в Амстердаме. Он выполнял заказы Йонаса Витсена, богатого любителя искусства, который представил его своим друзьям как художника-портретиста. Художник был женат дважды: первый раз он женился 14 августа 1678 года на Еве Виссхер в голландской реформатской церкви в Бюйкслоте (Амстердам), а второй раз — 17 января 1693 года на вдове Элизе Кланес. Двое его сыновей дожили до взрослого возраста: Йоханнес и Михил ван Мюсхер Второй.
Его учениками были Оттомар Эллигер Младший и Дирк Валкенбург.
В 1699 году Михил ван Мюсхер вместе с живописцем Людольфом Бакхёйзеном основал в Амстердаме кунсткамеру (кабинет редкостей), располагавшуюся на третьем этаже здания амстердамской ратуши. При этой галерее, где помимо разных любопытных предметов, по обычаю того времени, находились и картины современных голландских мастеров, действовала своего рода академия рисования.
Михил ван Мюсхер скончался 20 июня 1705 года в Амстердаме и был похоронен 25 июня в Новой церкви (Nieuwe Kerk). Его картины можно увидеть в крупнейших картинных галереях Нидерландов — амстердамском Рейксмюсеуме, музее Маурицхёйс в Гааге, музее Бойманса-ван Бёнингена в Роттердаме. В санкт-петербургском Эрмитаже имеется картина Михила ван Мюсхера «Портрет нотариуса».

## Галерея
- Томас Хис со своими двоюродными братьями Яном и Андрисом Хисами и сотрудником. 1687. Холст, масло. Рейксмюсеум, Амстердам
- Портрет Евы Виссхер. 1685. Холст, масло. Рейксмюсеум, Амстердам
- Прерванный урок игры на лютне. 1702. Холст, масло. Музей Калве, Авиньон
- Симфония (Семейный портрет). 1671. Холст, масло. Институт искусств, Детройт, США
- Давид, Агнета и дочь Катерина Нойфвилль. 1696. Холст, масло. Городской музей, Амстердам
- Портрет художницы в мастерской. 1680. Холст, масло. Художественный музей Северной Каролины, Роли, США
- Спящая девушка с рукоделием на коленях. Меццотинто. Метрополитен-музей, Нью- Йорк
- Герард Брандт, голландский историк из Амстердама. 1683. Офорт по картине Мюсхера